# Index Herbariorum
Index Herbariorum — всесвітній каталог гербаріїв  та пов’язаного з ними персоналу. Цей онлайн-індекс із можливістю пошуку дає вченим швидкий доступ до даних, пов’язаних із 3400 місцями, де постійно розміщено 350 мільйонів ботанічних зразків. Index Herbariorum має власних співробітників і веб-сайт. З часом було опубліковано шість видань Індексу з 1952 по 1974 рік. Індекс став доступним он-лайн у 1997 році.
Index Herbariorum був спочатку опублікований Міжнародною асоціацією таксономії рослин, яка спонсорувала перші шість видань (1952–1974); згодом Нью-Йоркський ботанічний сад взяв на себе відповідальність за індекс. Індекс надає назву допоміжної установи (часто університету, ботанічного саду чи неприбуткової організації), місто та штат, акронім кожного гербарію, контактну інформацію співробітників та їхні дослідницькі спеціальності, а також важливі фонди колекцій кожного гербарію.

## Видання
- 6 паперове видання (1974), співредактор Патрісія Керн Голмгрен, директор гербарію Нью-Йоркського ботанічного саду (1981-2000).
- 7 паперове видання, редактор Патрісія Керн Голмгрен.
- 8 паперове видання, редактор Патрісія Керн Голмгрен.
- Он-лайн видання, піготовлене Ноель Голмгрен (Нью-Йоркський ботанічний сад).
- 2008+, редактор Барбара М. Тьєрс, директор гербарію Нью-Йоркського ботанічного саду[1].